# Pterolophia cana
Pterolophia cana là một loài bọ cánh cứng trong họ Cerambycidae.